# Mariä-Empfängnis-Kirche (Kołobrzeg)

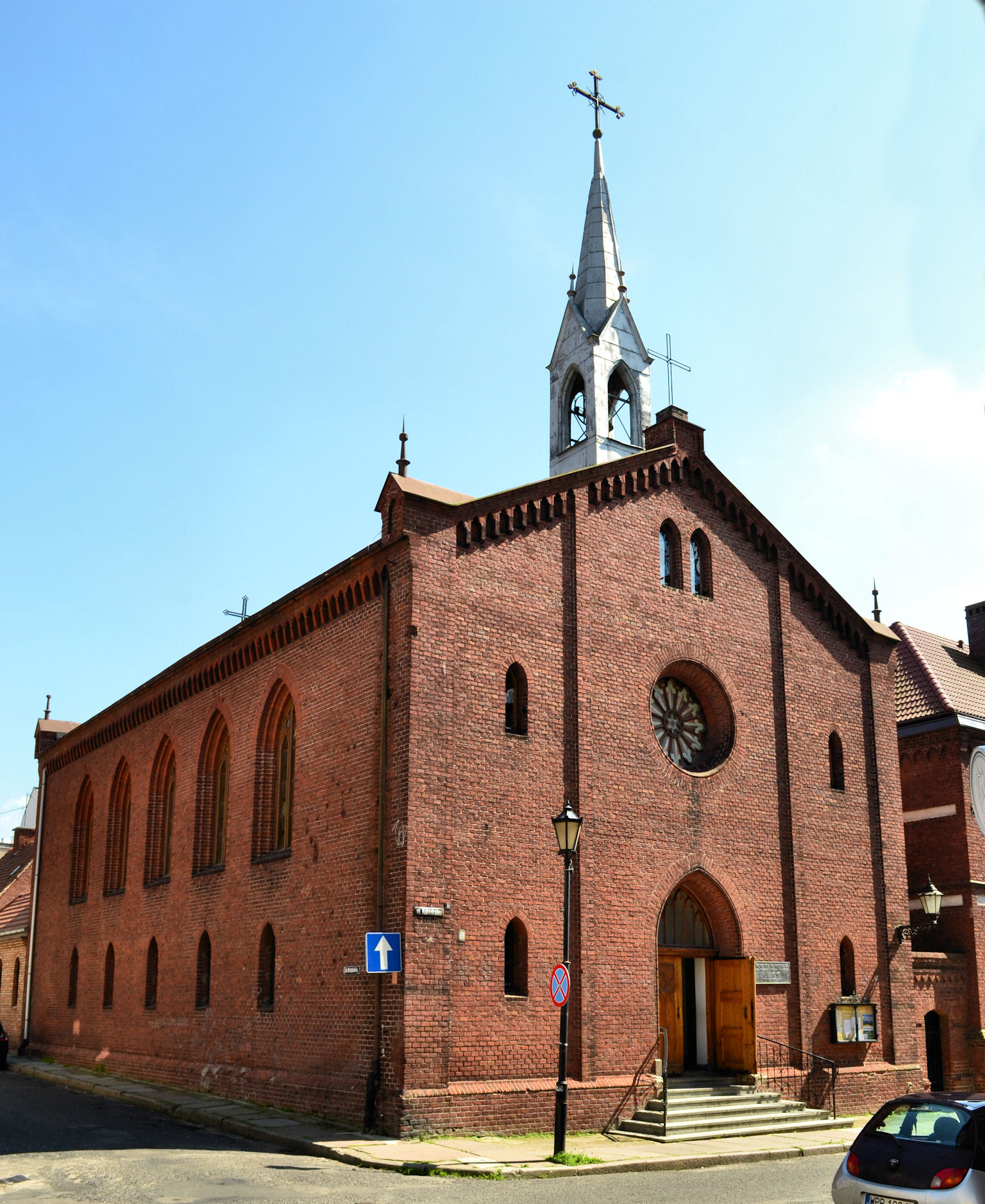
Kirche der Unbefleckten Empfängnis Mariä

Die Kirche der Unbefleckten Empfängnis der Allerheiligsten Jungfrau Maria (polnisch Kościół Niepokalanego Poczęcia Najświętszego Maryi Panny) ist ein neugotisches Kirchengebäude in Kołobrzeg in der Woiwodschaft Westpommern in Polen. Es wurde 1832 gebaut und war evangelische Garnisonkirche und ab 1945 römisch-katholische Pfarrkirche.  Seit 1994 gehört es zu einem Haus für emeritierte Priester.

## Geschichte
Vorgängerbauten
1545 wurde an diese Stelle das katholische Benediktinerinnenkloster verlegt. 1630 wurden Klosteranlagen und Kirche im Dreißigjährigen Krieg zerstört. 1649 wurde eine neue Kirche geweiht, die auf Initiative von Ernst Bogislaw von Croÿ gebaut worden war. 1653 wurde diese in eine evangelische Garnisonkirche umgewandelt, bald nachdem die Stadt an Brandenburg-Preußen übergeben worden war.
Heutige Kirchengebäude
1832 wurde eine neue Kirche im neugotischen Stil gebaut. Sie war von einigen Kasernen umgeben. Nach der Aufhebung der Festung Kolberg 1872 veränderte sich der Charakter der Gemeinde.
Die Kirche überstand den Zweiten Weltkrieg ohne größere Schäden, wie noch drei weitere Kirchen in der Stadt. Bereits 1945 wurde sie als römisch-katholische Pfarrkirche mit dem Patrozinium der Unbefleckten Empfängnis Mariä neu geweiht. An ihr gab es einen Konvent von Franziskanern, der 1973 an die Heilig-Kreuz-Kirche umzog. 1975 besuchte der damalige Kardinal Karol Wojtyła anlässlich des 975-Jahr-Jubiläums des ehemaligen Bistums Kolberg die Kirche.
1994 wurde sie an das Wohnheim für emeritierte Priester zur Nutzung übergeben.

## Architektur und Innenausstattung

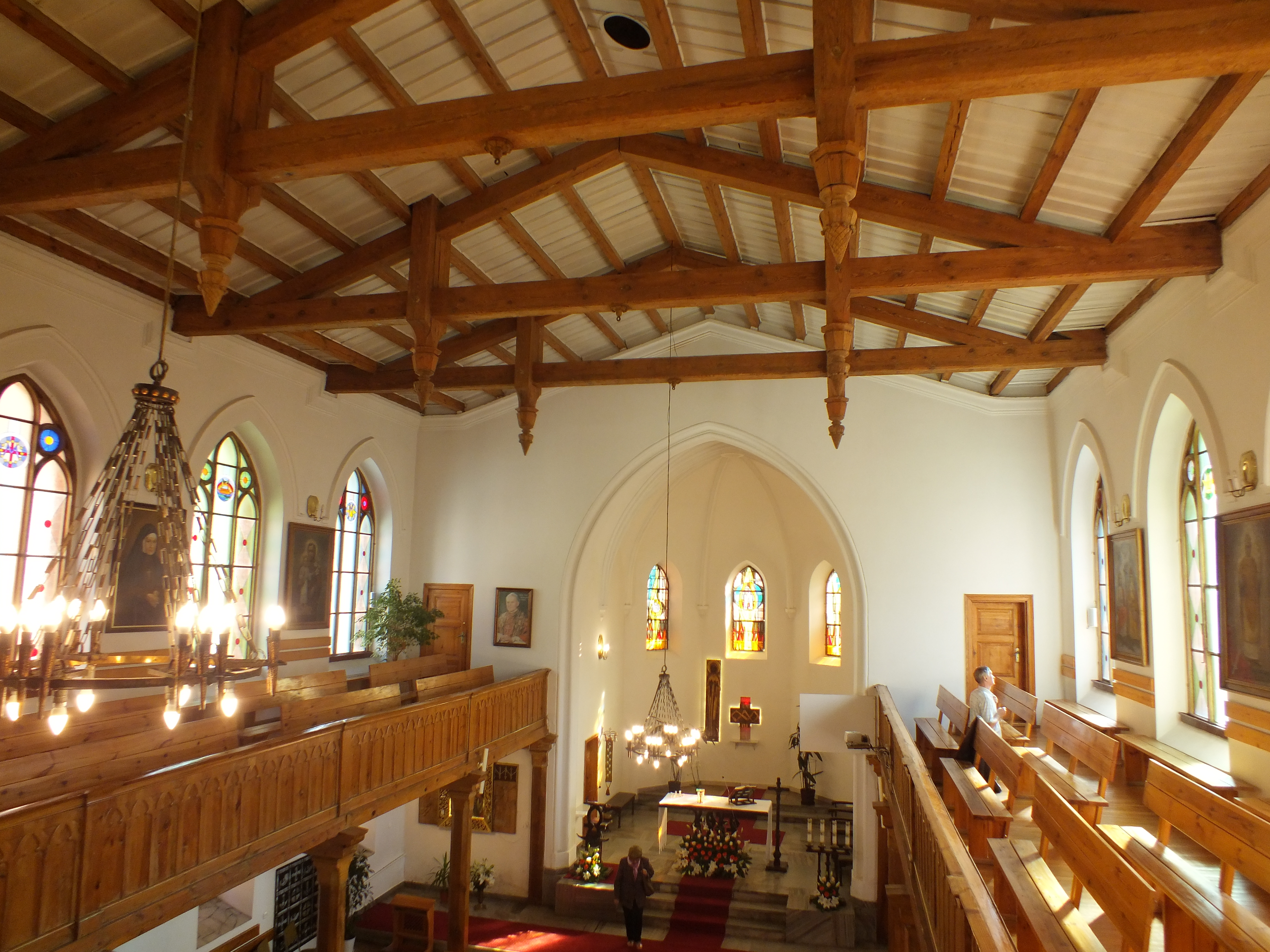
Das Innere der Kirche

Die Kirche ist ein Saalbau aus roten Ziegeln im neugotischen Stil.
Im Inneren sind Emporen und Kirchengestühl im ursprünglichen Aussehen wieder hergestellt.
Die Orgel wurde 1947 gebaut und 1968 umgebaut. Sie hat 14 Register.
Eine Glocke ist von 1898 und damit die zweitälteste der Stadt.